# Florenz von Wevelinghoven
Florenz von Wevelinghoven, auch Florens von Wevelinkhoven (latinisiert Florentius von Wevelinghoven) (* um 1330; † 4. April 1393 auf Burg Hardenberg) war zunächst Domherr in Köln und später Bischof von Münster und Utrecht.

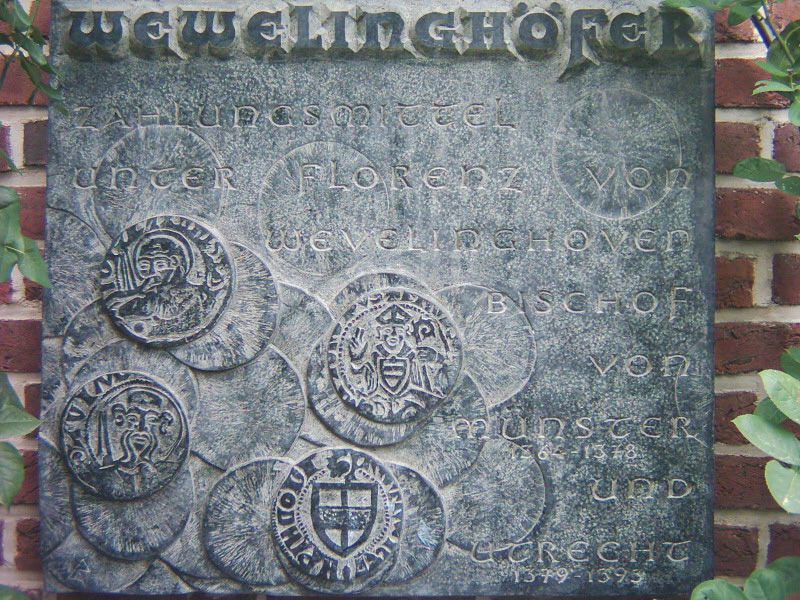
Gedenktafel für Florenz von Wevelinghoven und die nach ihm benannte Münze Wewelinghöfer

## Herkunft und Anfänge
Er entstammte dem anfangs edelfreien, später gräflichen Geschlecht Wevelinghoven. Seine Eltern waren Friedrich I. von Wevelinghoven und Agnes von Millen. Der Bruder Wilhelm wurde Graf von Wevelinghoven, der Bruder Gottfried Domherr in Köln. Eine Schwester mit Namen Heilwigis war von 1367 bis 1388 Äbtissin im Stift St. Marien Überwasser.
Erstmals urkundlich erwähnt wird er 1343, noch minderjährig und ohne höhere Weihen, als Inhaber der Pfarrkirche Bergdorf. Die Einkünfte daraus behielt er nach Genehmigung durch den Papst auch später, als er bereits Domherr in Köln war. Als Domherr wird er erstmals 1354 genannt. Später war er Unterdechant.

## Bischof von Münster
Im Jahr 1364 wurde er als Nachfolger von Johann von Virneburg von Urban V. zum Bischof von Münster ernannt. Die Übernahme des Bischofsamtes in Münster war schwierig und stieß auf Widerstand. Unter dem Schutz des Grafen Engelbert von der Mark zog er schließlich in Münster ein. Das Volk hatte ihn anerkannt. Aber Domkapitel und Klerus nahmen ihn nur unwillig auf. Gegenüber dem Domkapitel wurde er zu Zugeständnissen gezwungen.

### Innenpolitik
Auf einer Reise durch das Bistum wurde Wevelinghoven der katastrophale Zustand des Landes deutlich. Vielerorten sah er Zerstörungen und die Folgen von Brandschatzungen. Außerdem waren Güter und zahlreiche Ämter verpfändet, so dass der Bischof zunächst nur über geringe Einkünfte verfügte. Anfangs versuchte er, die Schulden abzubauen, später sah er sich aber gezwungen, zur alten Verpfändungspolitik zurückzukehren. Auch musste er den Landständen die Bildung eines Rates aus 15 Personen zugestehen.
Zusammen mit Engelbert von der Mark bekämpfte er erfolgreich den Machtanspruch des Adels und der Stände im Stift Münster.
Gegen die Unsicherheit im Land bemühte er sich, den Landfrieden durchzusetzen. Bereits 1371 wurde die Malenburg zerstört. Zusammen mit dem Erzbischof von Köln wurden 1377 die Burgen Gutacker und Wolfsberg erobert. Die Stadt Bocholt, die in fremde Hand gefallen war, kam durch ihn zum Stift zurück. Die Stadt Meppen wurde befestigt und 1374 die Paulsburg errichtet.
In Münster ließ er am Domhof ein Haus als bischöfliche Wohnung errichten. Am Roggenmarkt ließ er eine neue Münze errichten, die bis ins 18. Jahrhundert in Betrieb blieb. Die dort geschlagene, nach ihm benannte Münze "Der Wevelinghover" war im 14. Jahrhundert weit verbreitet.

### Außenpolitik
Außenpolitisch hat er die durch Bernhard zur Lippe belagerte Burg Harkotten zu einem nicht klaren Zeitpunkt entsetzt. Wevelinghoven schloss 1364 ein Bündnis mit Graf Wilhelm von Berg-Ravensberg für zwei Jahre ab. Ein Jahr später trat er dem Landfriedensbündnis, dem 1253 gegründeten "Werner Bund" zwischen der Grafschaft Mark, den Städten Münster, Soest, Lippstadt, Osnabrück und Dortmund bei. In diese Zeit fällt auch ein Einfall der Grafen von Tecklenburg im Emsland. Im Jahr 1367 wurde die Fehde mit Graf Bernhard von Bentheim durch einen Friedens- und Bündnisvertrag beendet. Der Einfall von Burgmännern aus der Grafschaft Ravensberg endete 1368 für diese bei Versmold mit einer Niederlage. Diese Angelegenheit nahm der Administrator des Bistums Osnabrück, Dietrich von der Mark, zum Anlass, um in das Stift Münster einzufallen.
Im Jahr 1372 besiegten die Truppen von Wevelinghoven Burggraf Johann von Stromberg als Friedensbrecher. Nachdem Kaiser Karl IV., auch auf Bitten von Wevelinghoven, einen Landfrieden für Westfalen ausrief, verbündeten sich die Bischöfe von Münster, Paderborn und Osnabrück sowie die Städte Soest, Münster, Osnabrück, Lippstadt und Dortmund zur Durchsetzung des Friedens. Wevelinghoven nutzte den Landfrieden auch, um gegen Unruhestifter im Inneren des Stifts vorzugehen. So ging er 1372 gegen die Burg Velen vor, deren Besitzer sich dem Bischof widersetzt hatte. Mit Unterstützung auswärtiger Verbündeter wurde die als uneinnehmbar geltende Burg Dinklage erobert und zerstört. 1377 ließ er Burg Halstenbeck seines Widersachers Otto VI. (Tecklenburg) zerstören.

## Bischof von Utrecht
Im Jahr 1379 wurde er zum Bischof von Utrecht gewählt und verließ Münster. Von Anfang an hatte er mit dem Widerstand des Adels zu kämpfen. Der Bericht einer Chronik, Wevelinghoven hätte den Utrechter Rat auf das Schloss bestellt und die Vornehmsten köpfen lassen, ist allerdings nicht wahrscheinlich.
Auch in dem neuen Territorium setzte er den Landfrieden durch. So wurde auf seinen Befehl hin 1380 die Burg Eerden des Raubritters Evert van Essen belagert. Wevelinghoven ließ die Burg in Hardenberg errichten. Am Ende seiner Amtszeit hatte er die Macht des Bischofs stark ausgeweitet und den Frieden soweit gesichert, wie es kaum einem seiner unmittelbaren Vorgänger und Nachfolger gelang.

## Bedeutung für Religion und Kultur
Wevelinghoven hat bei Johannes von Hildesheim 1364 eine Dreikönigs-Legende in Auftrag gegeben, die unter dem Titel „Historia Trium Regum“ erschien. Außerdem hat er eine Münstersche Bischofschronik angeregt. Dabei stammt zumindest die Vorrede aus der Feder des Bischofs selbst. Eine Neuerung war, dass er ein Lehnsregister für das Stift Münster anfertigen ließ.
Zu seiner Amtszeit in Utrecht entstand mit den Predigten von Geert Groote die Devotio moderna. Allerdings entzog Wevelinghoven diesem 1383 die Kanzelerlaubnis, weil ihm die Predigten wohl als zu radikal galten. Wevelinghoven förderte das Klosterwesen und gab 1387 die Zustimmung zur Stiftung von Kloster Windesheim aus der die Windesheimer Chorherren hervorgingen.
Wevelinghoven wurde im Utrechter Dom beigesetzt. Heute noch sichtbar ist ein im Fußboden eingelassener Gedenkstein. Die Wevelinghover Gasse in der Altstadt von Münster ist nach ihm benannt, ebenso die ehemalige Florenzburg in Telgte.